# Saint-Jacques-des-Blats
Saint-Jacques-des-Blats (okzitanisch: Sant Jaume dels Blats) ist ein französischer Ort und eine Gemeinde mit 292 Einwohnern (Stand: 1. Januar 2022) im Département Cantal in der Region Auvergne-Rhône-Alpes. Die Gemeinde gehört zum Arrondissement Aurillac und zum Kanton Vic-sur-Cère.

## Lage
Saint-Jacques-des-Blats gehört zur historischen Region des Carladès und liegt etwa 28 Kilometer nordöstlich vom Stadtzentrum von Aurillac. Umgeben wird Saint-Jacques-des-Blats von den Nachbargemeinden Mandailles-Saint-Julien im Norden und Westen, Laveissière im Norden und Nordosten, Albepierre-Bredons im Osten und Nordosten, Brezons im Osten und Südosten, Pailherols und Saint-Clément im Süden sowie Thiézac im Süden und Südwesten.
Durch die Gemeinde führt die Route nationale 122.

## Bevölkerungsentwicklung
| Jahr                       | 1962 | 1968 | 1975 | 1982 | 1990 | 1999 | 2006 | 2011 | 2016 |
| Einwohner                  | 512  | 459  | 395  | 387  | 352  | 325  | 316  | 319  | 349  |
| Quellen: Cassini und INSEE |      |      |      |      |      |      |      |      |      |

## Sehenswürdigkeiten

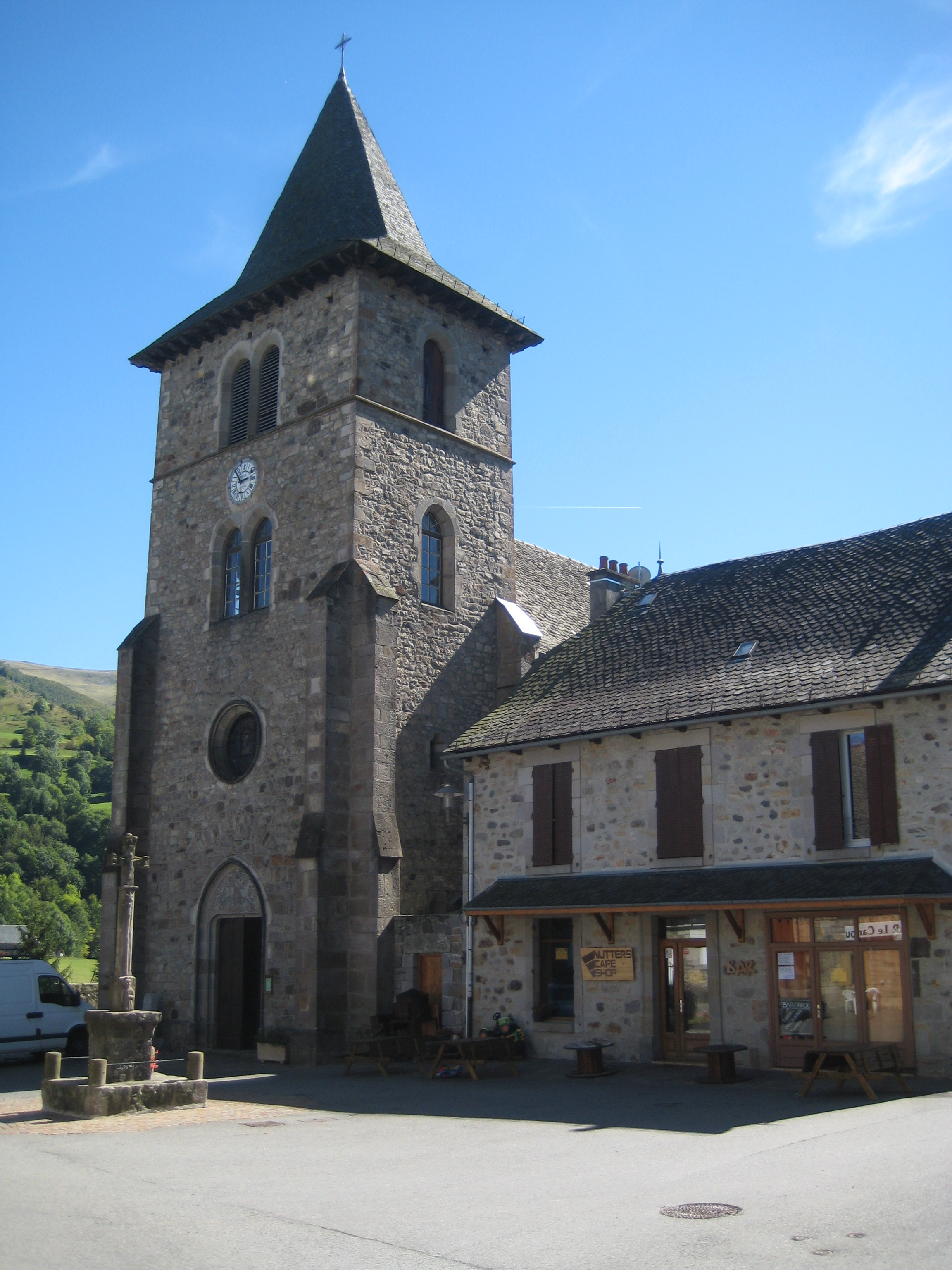
Kirche Saint-Jacques

- Kirche Saint-Jacques
- Museum zum Maler Conrad Kickert